# San José del Golfo
San José del Golfo är en kommunhuvudort i Guatemala.   Den ligger i departementet Guatemala, i den centrala delen av landet, 20 km nordost om huvudstaden Guatemala City. San José del Golfo ligger 894 meter över havet och antalet invånare är 4 908.
Terrängen runt San José del Golfo är kuperad. Runt San José del Golfo är det ganska tätbefolkat, med 230 invånare per kvadratkilometer. Närmaste större samhälle är Guatemala City, 20,0 km sydväst om San José del Golfo. I omgivningarna runt San José del Golfo växer huvudsakligen savannskog.